# .ac
.ac (Ascensão) é o código TLD (ccTLD) para a Ilha de Ascensão.
Este domínio é administrado pela NIC.AC, subsidiária do Internet Computer Bureau, do Reino Unido. Registros deste domínio são abertas a qualquer pessoa.[carece de fontes?]
.ac também é um domínio de segundo nível, para instituições acadêmicas em diversos países.[carece de fontes?]